# لغة سلوفينسية
اللغة السلوفينسية (بالإنجليزية: Slovincian language)‏ (بالألمانية: Slowinzische Sprache) (باللغة البولندية Etnolekt słowiński) هي لغة بائدة من مجموعة اللغات السلافية الغربية تكلم بها السلوفينسيون (Slovincians)، وهم شعب سلافي عاش في منطقة البحيرات في بوميرانيا.
تصنف اللغة السلوفينسية إما على أنها لغة مستقلة بحد ذاتها (أول من قام بذلك المؤرخ الألماني Friedrich Lorentz سنة 1902)، أو على أنها لهجة من اللغة الكاشوبية، أو صنف منها، كما تعد أحياناً مع اللغة الكاشوبية على أنها لهجة من اللغة البولندية.
تصنف اللغة السلوفينسية مع الكاشوبية ضمن اللغات البوميرانية.
بادت اللغة السلوفينسية في أوائل القرن العشرين، على الرغم من أن بعض الكلمات والتعابير قد بقيت إلى الفترة القريبة بعد الحرب العالمية الثانية، عندما اقتطعت أراض من ألمانيا وردت إلى بولندا.

## اقرأ أيضاً
- بوميرانيا
- لغة بوميرانية